# 内蒙古人民党
內蒙古人民黨，又稱新內人黨，是以主張內蒙古实现民族独立為主要宗旨的政黨，於1997年3月23日在美國紐約成立，不滿中华人民共和国政府對內蒙古的管治，主張內蒙古实现民族自决。內蒙古人民黨是非聯合國會員國家及民族組織的成員之一。

## 歷史

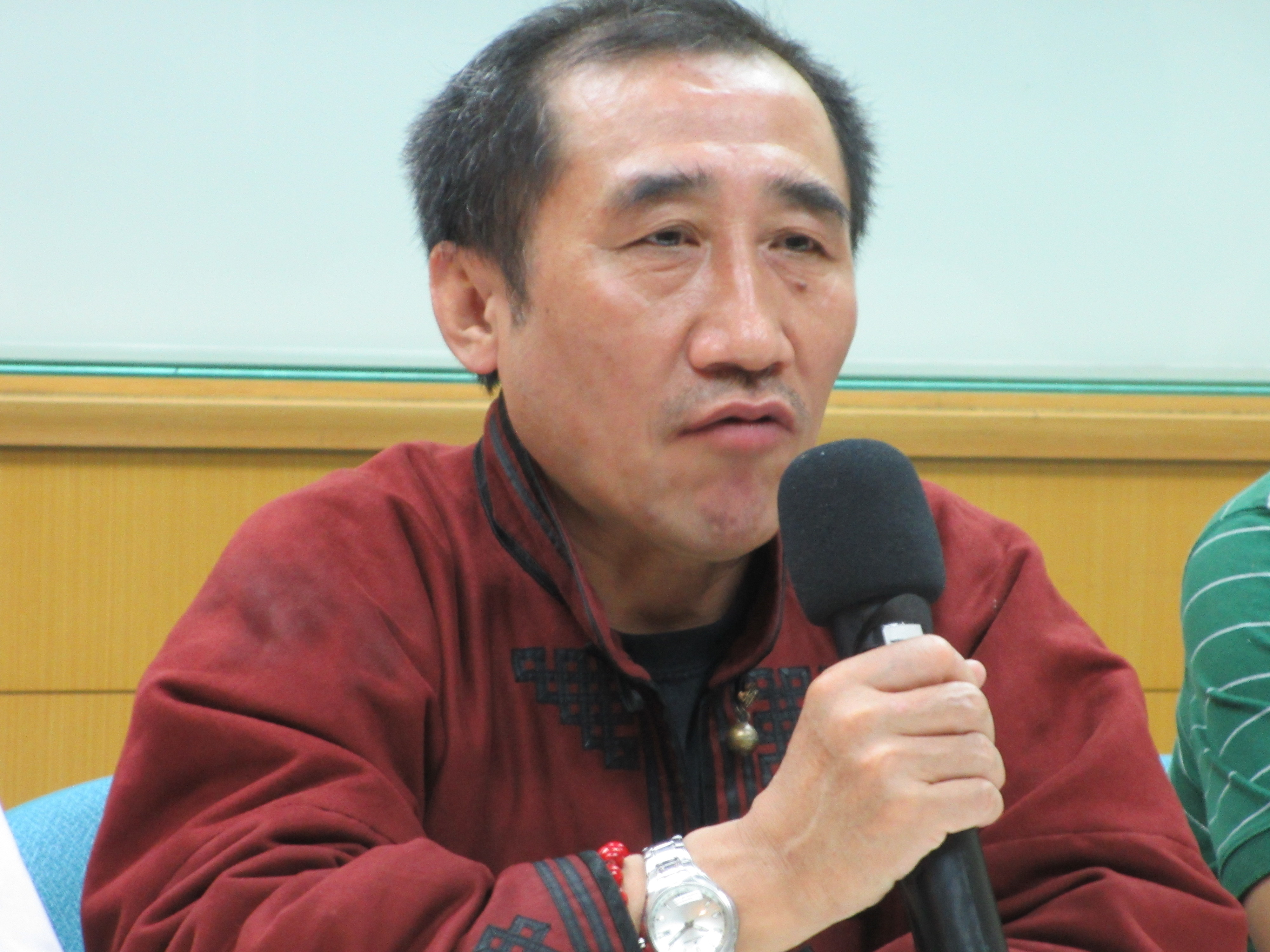
内蒙古人民党主席席海明

1980年代以来，席海明、呼慶特古斯、王滿来及哈達等異議人士在呼和浩特就讀大學時，討論成立以蒙古族為主的政黨，並以歷史上的內蒙古人民革命黨為名，稱内蒙古人民党。而後因來自東蒙的成員主張政黨應以東部為主實現獨立，西蒙的人員則以西部受漢文化影響要小、主張以西部為主實現獨立，雙方發生爭執而沒有達成共識，最後宣告分裂。呼慶特古斯在鄂爾多斯市成立鄂爾多斯民族文化協會（Ordos Association of Ethnic Culture），哈達則在東蒙成立南蒙古民主聯盟；席海明等人离开中國，在1997年3月於在美國紐約成立內蒙古人民黨。
內蒙古人民黨首屆代表大會有來自中國、蒙古国、美國、德國、加拿大、澳大利亚及日本等數個國家的五十餘名內蒙古蒙古人參加，推舉席海明為主席、巴赫為副主席，同時設立黨旗，發表《告內蒙古人民同胞書》，內容指稱蒙古在歷史上即為一獨立國家，並抗議中国共产党半世紀以來在內蒙古實行大漢族主義、鎮壓異議人士、逮捕哈達等，期待當時蘇聯和東歐共產黨垮台的國際情勢非常有利，蒙古人應有權自己主導自己的命运。該次會議也通過了該黨的組織章程，章程中宣稱要結束中共在內蒙古的殖民統治，后于2015年改变党政方针为争取南蒙古民族自决权。
2016年11月，中国左翼媒体《乌有之乡》严辞批判内人党，并发文警告中国有重蹈苏联覆轍的危险。

## 名稱由來
內蒙古人民党继承内蒙古人民革命党的理念，1997年3月23日在美国纽约成立。因时代所需，“革命”一词删除；在面对中文世界时，保留汉字简称「内人党」对外活动。

## 目標
内蒙古人民党的政治目标是內蒙古在中国境内实行民族自决权，五百余万蒙古人投票决定是独立还是自治或割让部分汉人占多数的土地而独立，同時支援新疆獨立運動、西藏獨立運動，故一直被中華人民共和國政府視為非法組織。

## 行動
內蒙古人民黨经常在意大利、瑞典等地舉行遊行示威活動，內容主要為抗議中華人民共和國政府的統治，要求中華人民共和國政府立即釋放被非法囚禁的哈達。另外每年人权活动日与內蒙古境内重大事件，內蒙古人民黨都会组织游行示威，反对中華人民共和國政府迫害人权。內蒙古人民黨偶尔与中国海外民运组织、西藏流亡政府、世界维吾尔大会交流。

## 外部連結
- 內蒙革命 點燃對中共不滿怒火 （页面存档备份，存于）, 玉山周報, 2011-06-09
- China tries to avert Inner Mongolia protests （页面存档备份，存于）, Los Angeles Times, May 30, 2011
- Mystery Surrounds Mongolian Dissident in China （页面存档备份，存于）, China Real Time Report, December 13, 2010